# Topolino papà
Topolino papà (Mickey Plays Papa) è un cortometraggio del 1934 di Topolino.
Uscito il 29 settembre 1934.